# 列昂尼德·维克托罗维奇·斯卢茨基
列昂尼德·维克托罗维奇·斯卢茨基（俄语： Леони́д Ви́кторович Слу́цкий，1971年5月4日—）是俄罗斯职业足球教练、前球员，2024年時是中国足球协会超级联赛俱乐部上海申花足球俱乐部的主教练。

## 生平
斯卢茨基是犹太人 ，他在19岁时因為想救一只猫而从树上摔下来，這導致其膝盖受傷，斯卢茨基只好提前退役。 
他在執教上海申花期間，當選2024年3月、4月中超最佳教练。